# Walckenaeria intoleranda
Walckenaeria intoleranda este o specie de păianjeni din genul Walckenaeria, familia Linyphiidae. A fost descrisă pentru prima dată de Keyserling, 1886. Conform Catalogue of Life specia Walckenaeria intoleranda nu are subspecii cunoscute.